# Thomas Binggeli
Thomas Binggeli (2 juli 1964) is een Zwitserse voetbalcoach en voormalig voetballer.

## Carrière
Thomas Binggeli voetbalde in de jaren 1980 en 1990 in lagere divisies van Zwitserland voor het bescheiden FC Solothurn van coach Hanspeter Latour. In 1996 verliet hij Solothurn en ging hij als speler-trainer aan de slag bij FC Klus Balsthal.
Binggeli werkte vijftien jaar als informaticus in dienst van het Zwitserse bedrijf Von Roll. In 2001 kreeg hij van zijn vroegere trainer Latour de vraag om diens assistent te worden bij FC Thun. Omdat hij nog negen maanden aan overuren en niet opgenomen vakantiedagen had, besloot hij op het het aanbod van Latour in te gaan, ervan uitgaand dat zijn job slechts zes maanden zou duren. Maar Thun wist via de play-offs te promoveren naar de hoogste afdeling, waardoor hij uiteindelijk tot december 2004 bij de club bleef.
In de daaropvolgende jaren volgde hij Latour ook naar Grasshopper Club Zürich en 1. FC Köln. In de korte periode dat het duo in de Duitse Bundesliga actief was, slaagde het er niet in om Köln in de hoogste afdeling te houden. In 2007 keerden Latour en Binggeli terug naar GCZ, waar Binggeli ditmaal ook coach van het elftal onder 21 jaar werd.
In de zomer van 2010 ging hij als assistent- en jeugdtrainer aan de slag bij FC Aarau. Tot april 2011 was hij er de assistent van hoofdcoach Ranko Jakovljević. Na diens ontslag zat hij één wedstrijd als interim-coach op de bank. Vervolgens trok de club hoofdcoach René Weiler aan en werd Binggeli opnieuw hulptrainer.
In het seizoen 2015/16 werd hij de assistent van Sven Christ bij FC Winterthur. Een jaar later volgde hij René Weiler naar RSC Anderlecht. Ook zijn landgenoot David Sesa werd een assistent van Weiler. Het Zwitserse trio veroverde in 2017 de landstitel. Op 18 september 2017 werd Weiler ontslagen. Binggeli en Sesa bleven langer bij de club om interim-coach Nicolás Frutos te assisteren. Op 3 oktober 2017 werden ook de contracten van Binggeli en Sesa stopgezet.